# FK Inkaras Kaunas
El Foutbolo Klubas Inkaras Kaunas fou un club de futbol lituà de la ciutat de Kaunas.

## Història
Evolució del nom:
- 1937: Inkaras Kaunas
- 1989: ASMM Inkaras Kaunas
- 1991: Vytis-Inkaras Kaunas (fusió amb Vytis Kaunas)
- 1991: Inkaras Kaunas
- 1994: Inkaras-Grifas Kaunas
- 1997: Inkaras Kaunas
- 1998: Inkaras-Atletas (fusió amb Atletas Kaunas)
- 1999: Inkaras
- 2000: Atletas-Inkaras Kaunas (fusió amb Atletas Kaunas)
- 2001: Inkaras

## Palmarès
- Lliga lituana de futbol: [2]
  - 1995, 1996
- Lliga de l'RSS de Lituània: [2]
  - 1950, 1951, 1954, 1964, 1965
- Copa lituana de futbol: [3]
  - 1948, 1949, 1951, 1954, 1965, 1969, 1995
- Supercopa lituana de futbol: 
  - 1995